# Tvillingpurpurmal
Tvillingpurpurmal, Eriocrania sangii, är en fjärilsart som beskrevs av John Henry Wood 1891. Tvillingpurpurmal ingår i släktet Eriocrania och familjen purpurmalar, Eriocraniidae. Tvillingpurpurmal är reproducerande i både Sverige och Finland och enligt respektive rödlista är arten livskraftig, LC i båda länderna. Inga underarter finns listade i Catalogue of Life.

## Utseende
Tvillingpurpurmal har purpurglänsande bronsbruna framvingar med svagt eller inget nätmönster och med en fläck av varierande form på bakkanten. De har brungrå fransar, men är ljusare vid bakkantsfläcken. Vingspannet är ca 9–15 mm. Bakvingarna är brungrå. Större delen av bakvingarna är håriga, egentligen är det hårlika fjäll, medan det vid vingspetsen finns breda avlånga fjäll. Behåringen på huvudet (hårlika fjäll) är mörkt brungrå med inblandade smutsvita hår hos hanen, medan honan har smutsvita  till grå hår. Antennerna är mörkt gråbruna och är hos hanen ungefär tre femtedelar så långa som en framvinge.
Larven är gröntonat grå med brunt huvud och två grupper av små, oregelbundna, ljusa fläckar på första och andra mellankroppssegmentet.
För att säkert kunna skilja imago tvillingpurpurmal från arten vårpurpurmal, Eriocrania semipurpurella, behöver genitalierna undersökas.

## Levnadssätt
Tvillingpurpurmal förekommer i många olika miljöer med björk. Den är aktiv och flyger dagtid då solen skiner, från halva april till slutet av maj, senare i norr.  Artens världväxt är björk, Betula spp honan lägger ägg i bladspetsar, ett blad per ägg. Larven gör en fläckmina i bladet. Minorna går att hitta från maj, juni. Larven lämnar minan när den vuxit färdigt och faller till marken.

## Utbredning
Tvillingpurpurmal förekommer i hela Sverige utom på Gotland och är också vanlig i övriga Norden. Den saknas på Island. Arten finns också noterad i centrala och östra Europa. Sannolikt är arten mer spridd än så men förbisedd genom sin likhet med vårpurpurmal.

## Bildgalleri

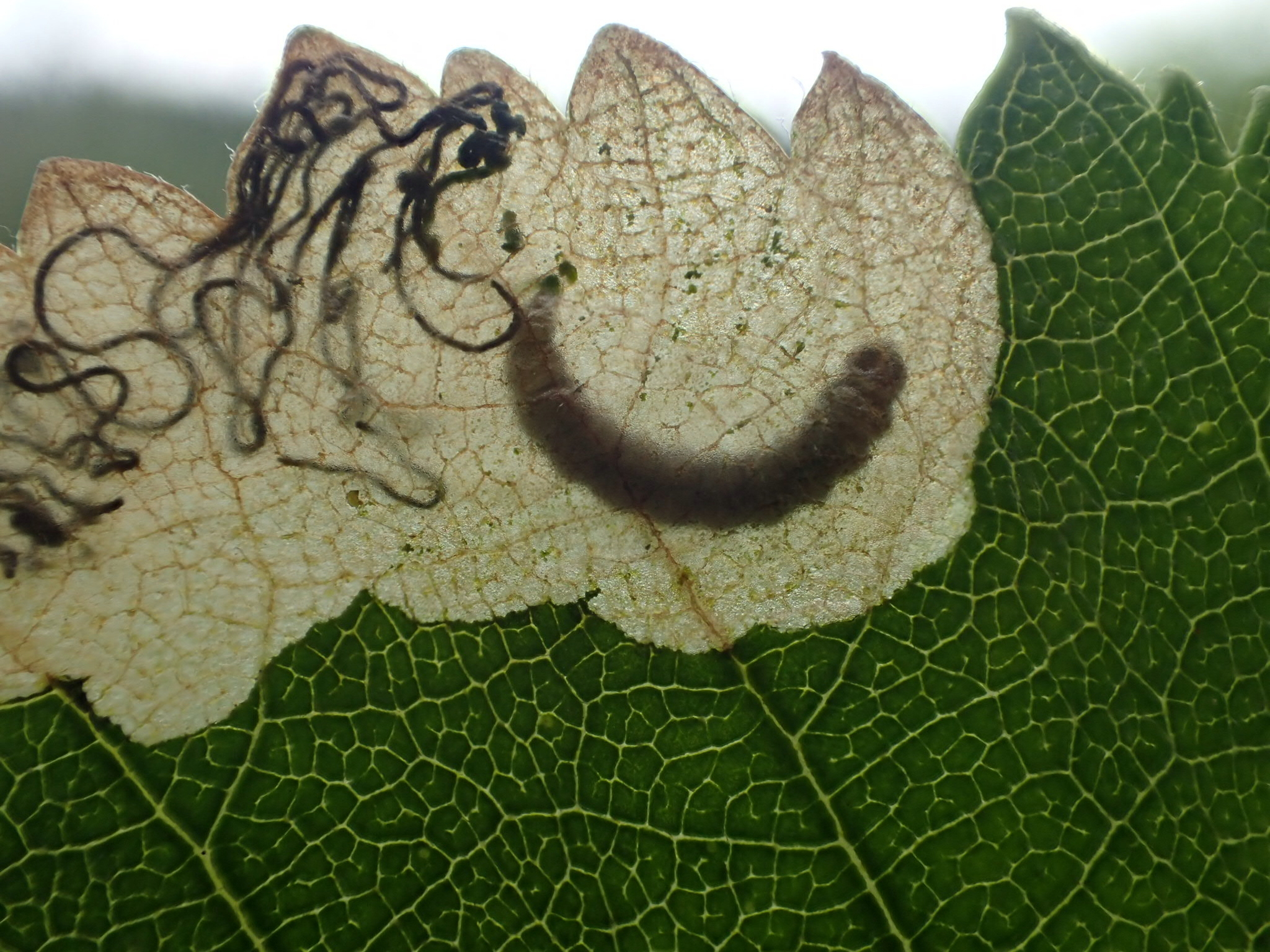
Tvillingpurpurmalens mina på ett björklöv.
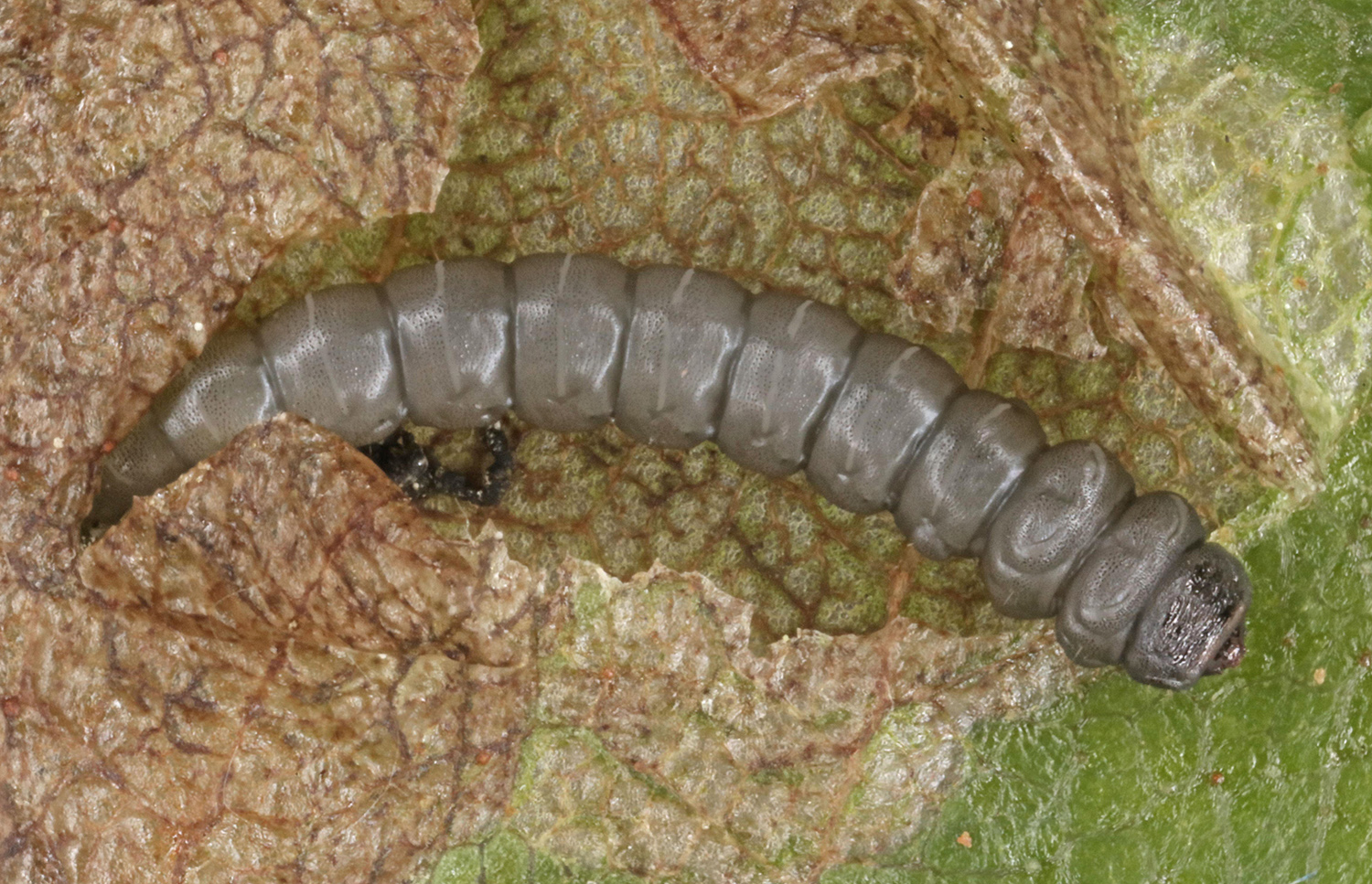
Fjärilens larv
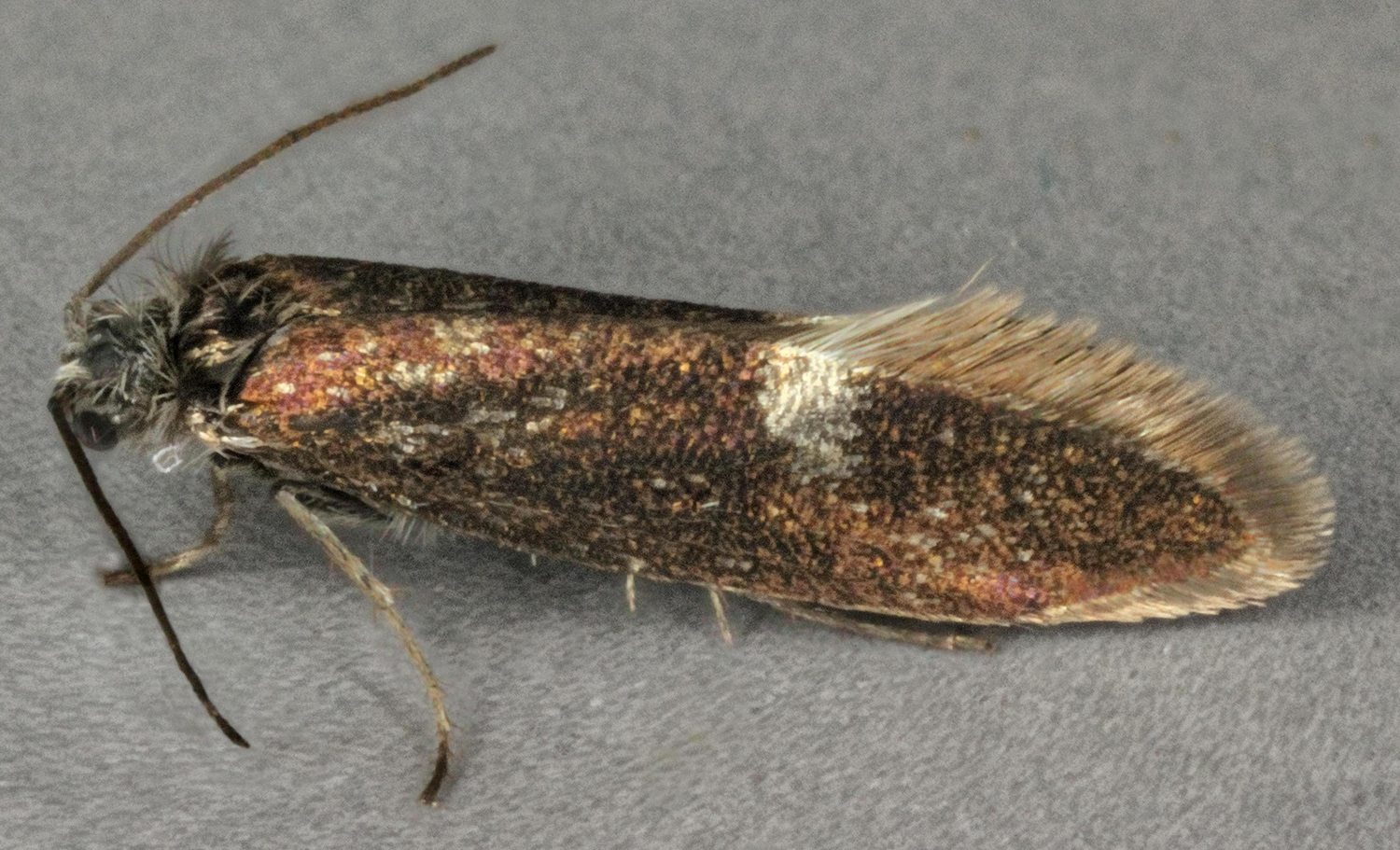
Imago fjäril
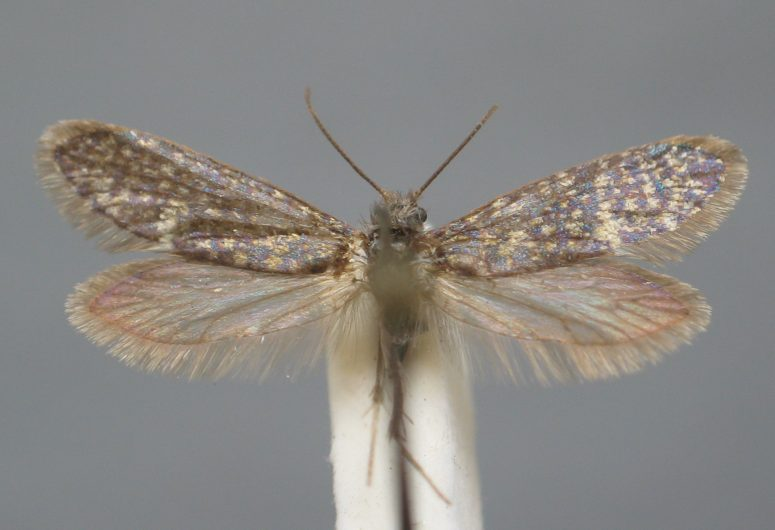
Preparerad (uppnålad) imago fjäril.